# يان تن برينك
يان تن برينك (بالهولندية: Jan ten Brink)‏ هو بروفيسور وكاتب هولندي، ولد في 15 يونيو 1834 في أبنجيدام في هولندا، وتوفي في 18 يوليو 1901 في لايدن في هولندا.